# Paolo Rondelli
Paolo Rondelli (* 17. června 1963, San Marino) je sanmarinský politik a diplomat.
Studoval na Boloňské univerzitě, kde získal v roce 1990 titul inženýra chemie a v roce 1995 absolvoval obor environmentální vědy. Vystudoval také žurnalistiku na římské univerzitě Tor Vergata. Pracoval pro firmu Eni a pak pro vládu San Marina jako odborník na životní prostředí. Stal se také předním aktivistou za práva sexuálních menšin a v roce 2004 dosáhl legalizace stejnopohlavních styků v San Marinu.
Od roku 2005 byl zástupcem své země v Radě Evropy a zasedal také ve Valném shromáždění OSN. V letech 2007 až 2015 byl sanmarinským velvyslancem ve Washingtonu, pak působil v UNESCO. V roce 2019 byl zvolen poslancem Velké a generální rady za Hnutí RETE. Od 1. dubna do 1. října roku 2022 zastával spolu s Oscarem Minou funkci kapitána-regenta. Stal se tak první otevřeně homosexuální hlavou státu na světě.